# Neophylax delicatus
Neophylax delicatus är en nattsländeart som beskrevs av Banks 1943. Neophylax delicatus ingår i släktet Neophylax och familjen Uenoidae. Inga underarter finns listade i Catalogue of Life.